# Stazione di Sulmona
La stazione di Sulmona è la stazione ferroviaria principale dell'omonimo comune e il secondo nodo ferroviario d'Abruzzo per importanza dopo quello di Pescara. Posta a 328 m s.l.m., è situata nella periferia della città.

## Storia
La stazione di Sulmona nacque in conseguenza della costruzione, tra il 1873 ed il 1875, della ferrovia di collegamento della città di Pescara, posta sulla dorsale costiera Adriatica con il centro montano abruzzese dell'Aquila. La costruzione venne eseguita dalla Società Italiana per le Strade Ferrate Meridionali che ne era la concessionaria. Tale stazione era "passante" e si trovava in una zona più a nord dell'edificio contemporaneo, su una curva (dismessa nel 1888) che permetteva il collegamento diretto Pescara-L'Aquila. Il terrapieno su cui posava il binario è visibile sia mediante osservazione sul posto che mediante foto aerea (è la naturale prosecuzione di una curva di cui solo le parti estreme fanno ancora parte delle linee Sulmona-L'Aquila e Sulmona-Pescara).

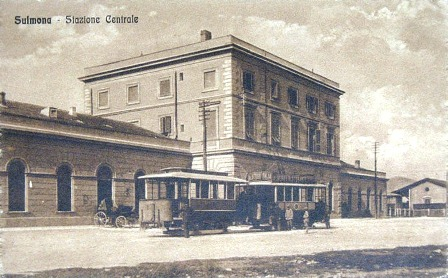
Foto della storica sede della stazione, distrutta dai bombardamenti del 1943

Nel 1888 venne aperta al traffico ferroviario anche la tratta Roma-Sulmona che realizzava il collegamento più breve con la capitale, trasformando così la stazione da semplice impianto ferroviario passante in stazione di diramazione. Negli stessi anni prendeva forma il progetto, a lungo proposto, di collegamento verso il sud e Napoli attraverso il valico di Campo di Giove, la stazione di Rivisondoli-Pescocostanzo (punto più alto della linea a 1268 m s.l.m.), e Carpinone.
La realizzazione di una linea così complessa richiese molto tempo e la costruzione di una ferrovia di servizio a cremagliera a scartamento ridotto tra Cansano e Roccaraso; il primo tratto della futura linea fu aperto all'esercizio il 18 settembre 1892 ed aveva come stazioni capolinea Sulmona e Cansano, mentre l'intera tratta venne inaugurata il 18 settembre 1897 realizzando l'importante collegamento trasversale, e più breve, tra le stazioni di Napoli sul Tirreno e quella di Pescara sull'Adriatico. A seguito di ciò venne costruito anche un deposito locomotive sul lato sud-ovest del piazzale binari, mentre sul fianco ovest, dal lato esterno, trovarono posto gli edifici sussidiari per gli alloggi del personale.
La tratta Roma-Sulmona fu sede, nel 1927, dell'attivazione sperimentale della trazione trifase a 10000 Volt e frequenza industriale di 45 Hz; il 23 marzo 1929 vi fu l'inaugurazione ufficiale della stazione elettrificata di Sulmona.
La seconda guerra mondiale colpì duramente la stazione e i suoi impianti (perché vitale nodo della rete), che vennero devastati. La stazione venne interamente ricostruita rientrando in funzione nel 1947. Gli edifici e gli impianti contemporanei infatti risalgono tutti al dopoguerra. Fu realizzato un monumento ai ferrovieri che persero la vita nel bombardamento.
Nel 2018 la stazione è stata riammodernata con l'aggiunta di nuove banchine, sistemi di illuminazione a led, di accessibilità e di informazione audiovisiva, ascensori e rampe esterne, riqualificazione dell'atrio, della sala d'attesa, dei sottopassaggi pedonali e dello sportello della biglietteria, rimozione delle barriere architettoniche e riverniciatura bianca delle pareti esteriori del fabbricato viaggiatori.

## Strutture e impianti
La stazione è gestita da Rete Ferroviaria Italiana, che la colloca nella categoria "Silver". È posta sulla linea ferroviaria Roma-Pescara ed è altresì origine delle linee ferroviarie di collegamento per L'Aquila, Rieti e Terni verso nord e per Carpinone, Isernia e Napoli verso sud. La stazione possiede 14 binari, di cui 4 + 1 tronco (detto anche "Binario 1a Carpinone") per il servizio viaggiatori e 10 a servizio dell'officina. Adiacente alla stazione, vi è il deposito locomotive di Sulmona. Tra i binari del piazzale vi sono due colonne idrauliche, utilizzate in passato per rifornire di acqua i tender delle locomotive a vapore, e una piattaforma girevole ferroviaria; la loro funzionalità è stata ripristinata nel 2017.
La stazione sorge a circa 2 km a nord del centro cittadino a cui è collegata da un viale alberato. Di recente è stato aggiunto un bar-pizzeria per agevolare i viaggiatori.
Nella piazza esterna di accesso è posta come monumento una locomotiva FS 835.092.

## Movimento
Il traffico passeggeri è costituito da treni regionali da e per le direttrici di Pescara (con eventuale prosecuzione per Teramo e Lanciano), Roma (passando per Avezzano) e L'Aquila. Vi è pure un traffico passeggeri ormai a cadenza di ogni fine settimana riguardante treni storici sulla ferrovia Sulmona-Carpinone. 

## Servizi
La stazione dispone dei seguenti servizi:
- Sportello informazioni
- Biglietteria a sportello
- Biglietteria automatica
- Sala d'attesa
- Servizi igienici
- Bar

## Interscambi
La stazione è connessa con i seguenti interscambi:
- Autobus urbani ed interurbani